# Kristina Sterz
Kristina Sterz

Link zum Bild

Kristina Sterz (* Juli 1974 in Lübeck) ist eine deutsche Journalistin und Fernsehmoderatorin.

## Leben und Wirken
Nach einem abgeschlossenen Studium der Zahnmedizin am Universitätsklinikum Hamburg-Eppendorf wechselte sie 2001 in die Medienbranche und sammelte als studentische Hilfskraft erste Erfahrungen bei RTL. Dort moderierte sie ab 2002 die Live-Sendung Guten Abend RTL sowie zusätzlich im Wechsel den Wetterbericht für alle Regionalprogramme. Außerdem arbeitete sie redaktionell und produzierte Beiträge.
Seit 2006 gehört Kristina Sterz zum Moderatorenteam des Westdeutschen Rundfunks. Hier ist sie regelmäßig unter anderem für das Landesstudio Bielefeld im Einsatz und präsentiert die Nachrichten und die Magazinausgabe der „Lokalzeit“ sowie einige Sondersendungen. Außerdem moderierte sie die landesweite Lokalzeit NRW sowie die Spätausgabe Lokalzeit vor Mitternacht 2018.
Parallel moderierte sie seit Oktober 2009 in Berlin das tägliche Lifestyle-Magazin euromaxx – Leben und Kultur in Europa im Fernsehen der Deutschen Welle. Dort moderierte sie ebenfalls Sondersendungen, beispielsweise zum Mauerfall-Jubiläum oder zu 20 Jahren Deutsche Einheit, sowie das Gesundheitsmagazin Fit und Gesund. Von Januar 2010 bis März 2011 präsentierte Kristina Sterz zusätzlich im NDR-Magazin Rund um den Michel aktuelle Hamburger Geschichten.
Seit Oktober 2019 ist sie als Dozentin für Journalismus an der Technischen Hochschule Ostwestfalen-Lippe tätig.
Kristina Sterz ist verheiratet und lebt in Berlin und Bielefeld.